# Elio Giovannini
Elio Giovannini (Roma, 20 dicembre 1929 – Roma, 26 giugno 2023) è stato un politico e sindacalista italiano.

## Biografia
Cominciò l'attività politica aderendo al PSI con cui, da funzionario, venne inviato a ricoprire incarichi di direzione in alcune federazioni in giro per l’Italia.
Con la scissione del 1964 passò al PSIUP (Partito Socialista Italiano di Unità Proletaria).
Dalla segreteria nazionale della FIOM seguì i settori industriali in espansione dovuta al nuovo modello di consumi delle famiglie italiane dopo il boom economico. Attività che lo portò a muoversi in diverse zone del paese, compreso il Mezzogiorno, dove sorgevano i nuovi stabilimenti dei grandi marchi. Fu uno dei tre segretari che prese parte alla stesura delle tesi per lo storico congresso della FIOM del 1970.
Nel 1973 entrò nella segreteria nazionale confederale della CGIL, di cui fa parte fino al 1978.
Il 13 aprile 1978 partecipa alla trasformazione da cartello elettorale a partito di Democrazia Proletaria. Vi confluiscono l'ala minoritaria del PdUP per il comunismo (rappresentata dalla corrente di sinistra formata degli ex- PSIUP Vittorio Foa e Silvano Miniati e dagli ex MPL Giovanni Russo Spena e Domenico Jervolino, l'area sindacale di Elio Giovannini, Antonio Lettieri e Gastone Sclavi), la maggioranza di Avanguardia Operaia, guidata da Massimo Gorla, Silverio Corvisieri e Luigi Vinci, e la Lega dei Comunisti, guidata da Romano Luperini.
Nel 1983 fu eletto alle elezioni politiche con la Sinistra Indipendente divenendo membro della Camera dei Deputati nella IX Legislatura (restando in carica fino al 1987); a Montecitorio è membro della XII Commissione (industria e commercio - artigianato - commercio estero) e dal 26 luglio 1984 della Commissione speciale per l'esame dei progetti di legge sulla riforma del sistema pensionistico, i cui lavori furono interrotti dalla fine della legislatura.
Esponente della "terza componente" nel direttivo della CGIL, terminato il mandato parlamentare fu nominato presidente dell'IRES, centro studi della CGIL.

### Vita privata
È padre della cantante e cantautrice Bianca Giovannini.

## Opere
- L'Italia massimalista. Socialismo e lotta sociale e politica nel primo dopoguerra italiano, Ediesse editore, Roma (2001)
- 382 e riforma dello Stato, Editrice sindacale italiana, Roma (1977)

## Scritti
- Una politica di movimento, «Mondo Nuovo», n.13, 28 marzo 1965, p. 5
- Congresso PDUP. I nodi della lotta operaia al centro del dibattito di ieri. I contributi di Giovannini e Lettieri. L’intervento di Pintor, «il manifesto», 21 luglio 1974, pp. 1–2
- L’epopea della federterra, intervista a Elio Giovannini, «Una città», n. 136, Febbraio 2006